# Rossella Panarese

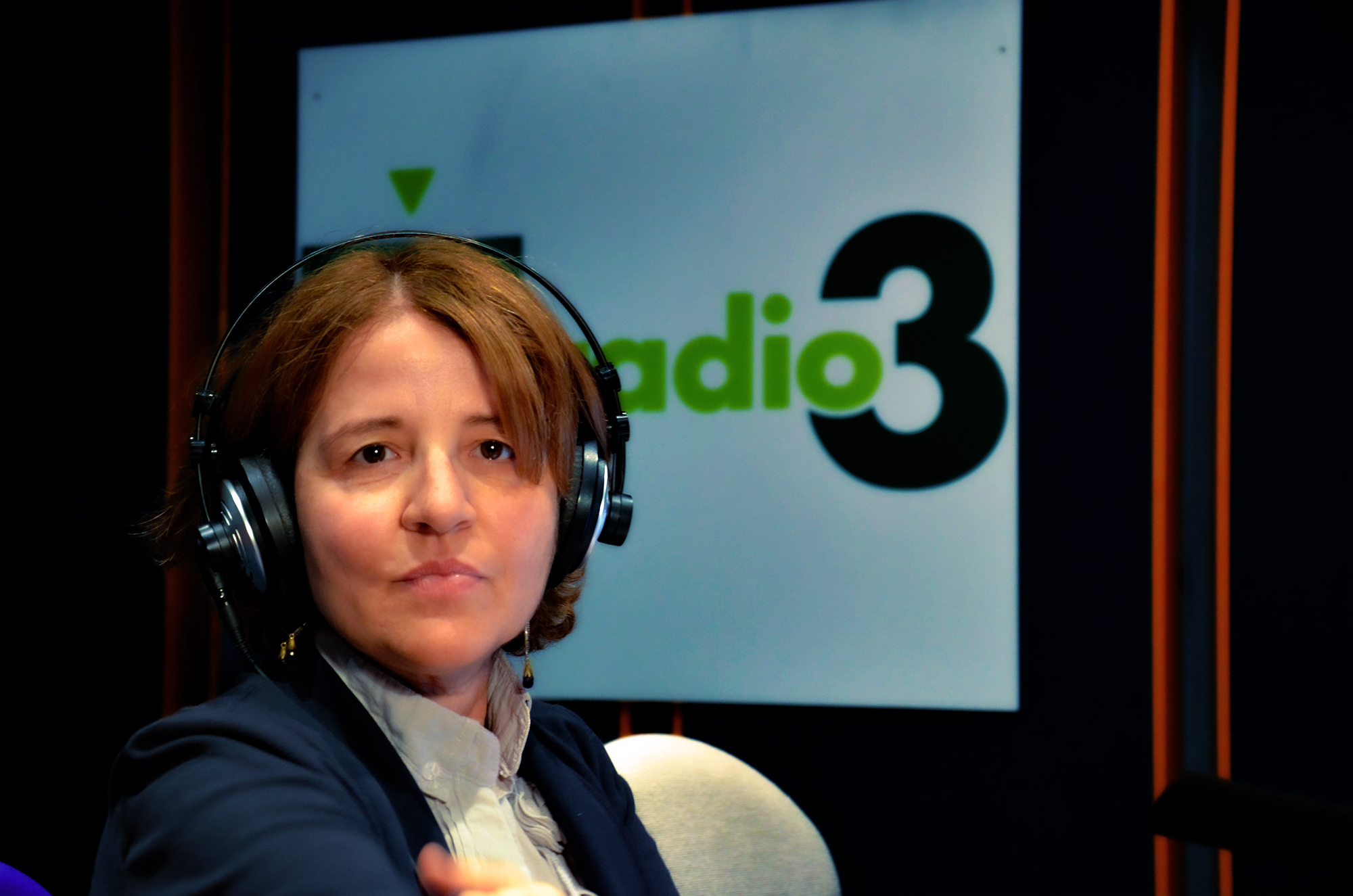
Rossella Panarese in de Radio3 studio's van Via Asiago in Rome

Rossella Panarese (Rome, 23 oktober 1960 - aldaar, 1 maart 2021) was een Italiaanse journaliste, oprichtster en presentatrice van het Radio3 Scienza programma.

## Biografie
Van 1974 tot 1979 ging Rossella naar het wetenschappelijk lyceum "Innocenzo XII" in Anzio (Rome) en studeerde vervolgens filosofie aan de Sapienza Universiteit in Rome.

### De eerste jaren bij Rai
In de zomer van 1985 begon zij voor Radio Rai te werken, als redactielid van Spazio Tre, het historische muziek- en cultuurjournaal van Radio3. Een van de redacteurs van het programma was Daniela Recine, die zich al snel bewust werd van Rossella's grote bekwaamheden en in de daaropvolgende jaren haar werk heeft kunnen verbeteren. In 1988 werkte zij op de redactie van Senzavideo. Quotidiano radiofonico di pensieri, parole e musica ("Dagelijks radio-overzicht van gedachten, woorden en muziek"), een Radio3-programma van Sergio Patucchi. Samen met Paolo Morawski presenteerde ze de zomereditie - getiteld Senzavideo estate - die ook kon rekenen op de muzikale leiding en het advies van Paolo Prato en Arturo Stalteri.
Van april 1989 tot maart 1991 werkte ze in het team van redacteuren en presentatoren van Orione. Osservatorio quotidiano di informazioni, cultura e musica ("Dagelijks observatorium voor informatie, cultuur en muziek"), een Radio3 magazine. Tijdens het laatste seizoen van het programma (1990-1991) wordt Rossella voor het eerst auteur van een radio-uitzending. Het was in Orione dat haar interesse voor wetenschap, een van de vele thema's van het programma, voor het eerst aangewakkerd wordt.

### Palomar en wetenschap op de radio
Van 1991 tot 1994 was zij de auteur en hoofdpresentator van Palomar. Viaggio quotidiano attraverso le scienze. ("Dagelijkse reis door de wetenschappen"). Het is samengesteld door Daniela Recine en is het eerste Radio3- programma dat volledig aan de wetenschap gewijd is. In maart 1994 kreeg het programma de naam Futura. Scienza e tecnologie ("De toekomst. Wetenschap en technologie") en werd het een onderdeel van het middagprogramma getiteld On the road. Avventure e soste nello spazio e nel tempo ("Avonturen en haltes in ruimte en tijd").
In de zomer van 1994 ging ze naar Lyon voor een korte samenwerking met de pan-Europese meertalige nieuwszender Euronews.
Van oktober 1994 tot april 1995 leidde ze het nieuwe wetenschappelijke programma van Radio3 getiteld Duemila. Tecniche e strategie per il futuro ("Tweeduizend. Technieken en strategieën voor de toekomst"). Duemila treedt in de voetsporen van Palomar en Futura, maar met een steeds groter wordende nadruk op de actualiteit en vooral op de groei van het internet en het gebruik van nieuwe digitale technologieën.

### De jaren in Rome
Van de herfst van 1995 tot begin 2001 verwierf Rossella volledig nieuwe ervaringen op het gebied van communicatie door in de persdienst van vice-burgemeester en wethouder voor mobiliteit Walter Tocci te werken, tijdens de jurisprudentie van Francesco Rutelli bij de gemeente Rome. Het waren intensieve jaren, want Rome bereidde zich voor om miljoenen pelgrims en toeristen te ontvangen voor het jubileumjaar 2000. In 2001 stapte ze over naar de persdienst van Trambus, een bedrijf van de ATAC-groep dat verantwoordelijk is voor het beheer van een groot deel van het openbaar vervoersnetwerk van de gemeente Rome.

### De terugkeer naar Rai en de geboorte van Radio3 Scienza
In februari 2002 keerde ze terug naar Rai. Eerst werkte ze voor Radio2, maar in de zomer van datzelfde jaar keerde ze weer terug naar Radio3, onder leiding van Sergio Valzania . Hier begon zij het programma voor te bereiden dat ze vervolgens 18 jaar lang zou presenteren: Radio3 Scienza. "We hadden het idee van een programma dat de wereld waarin we leven zou vertellen", schreef ze 10 jaar later. “We wilden niet uitleggen wat een boson of een stamcel is, of in ieder geval niet alleen dat. We wilden het hebben over politiek, ethiek, gezondheid, technologie, school, onderzoek en milieu uitgaande van de thema's van de wetenschappelijke onderneming. We zijn ervan overtuigd, en dat zijn we vandaag des te meer, dat deze thema's van doorslaggevend belang zijn om bewust enkele van de belangrijkste keuzes voor onze toekomst te kunnen maken." Radio3 Scienza maakte zijn debuut op 6 januari 2003. Rossella presenteerde de speciale afleveringen die worden uitgezonden vanaf het Wetenschapsfestival in Genua, het Palladium Theater in Rome en de Boekenbeurs van Turijn. Tijdens de jaren onder leiding van Valzania coördineert Rossella ook alle programma's die deel uitmaken van de zender Il terzo anello ("De derde ring").
Vanaf 2009 keert Rossella, onder leiding van Marino Sinibaldi, niet alleen terug als redacteur van Radio3Scienza, maar ook als dagelijkse presentator van het programma. "Wanneer ik de ether inga, moet ik me bewust zijn van het feit dat er in die radiostudio een driehoeksverhouding ontstaat: de gastheer, de gast, de luisteraar", vertelde ze. “Maar de bevoorrechte relatie voor mij aan de microfoon, moet de relatie zijn die tot stand komt met de luisteraar. De gast is juist de bron van een competentie. De luisteraar en ik, als gastvrouw, moeten bondgenoten zijn in het stellen van vragen, het argumenteren, zelfs met een kleinigheid bezwaar maken tegen wat de gast zegt. Maar de gast moet de mogelijkheid hebben om de vraag die je hem stelt te beantwoorden en zelfs ingewikkelder te maken. Dit is het spel van de radio dat misschien eenZbijdrage kan leveren om de evenwichten weer te geven die in het publieke debat over wetenschap (en niet uitsluitend daarover) in acht moeten worden genomen”.
Daarnaast zet zij, als hoofd van de afdeling Diepgaande analyse en speciale evenementen, ook haar werkzaamheden voort als coördinator van de verschillende programma's van de omroep.
In 2019 is ze de bedenker van Labanof. Corpi senza nome ("Lichamen zonder naam"), de eerste originele podcast van Radio3, winnaar van de Prix Italia 2020, die het werk vertelt van het Laboratorium voor Antropologie en Forensische Tandheelkunde van de Staatsuniversiteit van Milaan onder leiding van Cristina Cattaneo. Labanof. Lichamen zonder naam is gemaakt door Fabiana Carobolante, Daria Corrias, Giulia Nucci, Raffaele Passerini, met muziek en geluid samengesteld door Riccardo Amorese.
De afgelopen jaren maakte ze deel uit van de jury van de Galileo Literatuurprijs voor populairwetenschappelijke werken, georganiseerd door de stad Padua, en van de jury van de Asimov-prijs, die door het Gran Sasso Wetenschapsinstituut van L'Aquila wordt georganiseerd en gepromoot.
Rossella Panarese overleed in de nacht van 28 februari op 1 maart 2021 aan een tumor.

## Toewijding aan lesgeven
In de loop der jaren heeft Rossella Panarese vele lezingen gegeven in masters, seminaries, opleidingen, over radiotaal en over hoe aan wetenschapscommunicatie te doen op de radio.
Van 1993 tot 2021 maakte ze deel uit van het onderwijzend personeel van de Master in Wetenschapscommunicatie van de International School of Advanced Studies (Sissa) van Triëst, waar ze vanaf de start van de master de cursus Radiotalen heeft verzorgd. Van 2010 tot 2021 verzorgde zij voor de Master Wetenschap in de journalistieke praktijk aan de Sapienza Universiteit van Rome de cursus radiolinguïstiek. Ze heeft ook lesgegeven in het eerste niveau van de Master in Taal, productie en marketing van de radio georganiseerd door Rai en door de Faculteit Communicatiewetenschappen van de Sapienza Universiteit van Rome.

## Rossella's boom
Op 16 april 2021 werd een rode eik midden op Piazza Bainsizza, in de buurt van het hoofdkantoor van Radio3 in Rome, opgedragen aan de nagedachtenis van Rossella. Op de plaquette staan haar woorden: “Weten te vertellen betekent de luisteraar in het hart sluiten, de aandacht van de ander weten te trekken, een rode draad creëren tussen de spreker en de luisteraar. Kortom, een relatie opbouwen. Dat is wat radio beter kan dan wie dan ook. Ik gebruik graag de metafoor van de koppeldans, die zo is als - en alleen als - elk van de dansers gefocust is op zijn of haar eigen passen, maar in contact met die van de ander ”.

## Onderscheidingen en erkenningen
- 1993 - Oscar voor Radio Millecanali RAI in Palomar: Rossella Panarese ontvangt de prijs uit handen van RAI-directeur Nadio Delai tijdens een ceremonie die op 19-01-1994 werd gehouden in het Teatro delle Vittorie in Rome en werd gefilmd door Rai 1.
- 2004 - URTI Award (International Radio and Television Union) “Genes Vieillir” aan Radio3 Scienza
- 2004 - Prijs voor de bijdrage aan de wetenschappelijke verspreiding in het kader van de 1e Internationale "Pitagora"-prijs (Crotone, 15-16 oktober) die haar op voorstel van de wiskundige Piergiorgio Odifreddi, door de burgemeester Pasquale Senatore en door de cultureel erfgoed raadslid Stelvio Marini (die later haar tweede echtgenoot zal worden).
- 2013 - Galileo Award voor Radio3 Scienza voor de bijdrage aan de verspreiding van de wetenschappelijke cultuur in de 10 jaar dat ze actief is (Padua)[7][8]
- 2021 - Asteroïde 112527 Panarese wordt naar haar genoemd.[9]

## Publicaties
- Wetenschapscommunicatie, met inleiding door Chiara Valerio, in "Italiaanse Encyclopedie", X Appendix, Institute of the Italian Encyclopedia Treccani, 2021.